# Petar Belberov
Petar Belberov –en búlgaro, Петар Белберов– (Sofía, 17 de febrero de 1990) es un deportista búlgaro que compite en boxeo. Ganó una medalla de bronce en el Campeonato Europeo de Boxeo Aficionado de 2015, en el peso superpesado.

## Palmarés internacional
| Campeonato Europeo | Campeonato Europeo | Campeonato Europeo | Campeonato Europeo |
| Año                | Lugar              | Medalla            | Categoría          |
| ------------------ | ------------------ | ------------------ | ------------------ |
| 2015               | Samokov (Bulgaria) | Medalla de bronce  | +91 kg             |